# Соусний пряник
Соусний пряник (нім. Soßenkuchen або нім. Soßenlebkuchen) — злегка підсолоджений карамельною цукровою патокою простий пряник, необхідний інгредієнт для поліпшення смаку та згущення темних соусів до м'ясних страв, наприклад, зауербратену, а також дичини, карпу, тушкованої червоноголової капусти та інших щільних страв. Соусний пряник також потрібен для приготування деяких десертів, наприклад, печених яблук. Соусні пряники частіше використовуються в південнонімецькій, австрійській та чеській кухні.
Тісто для соусних пряників приправляють кардамоном, корицею, гвоздикою, духмяним перцем, коріандром, мускатним горіхом, мацисом і в залежності від місцевості також анісом та імбиром. Різдвяний смак соусів до м'ясних страв у франконській кухні відображає ще середньовічні гастрономічні пристрасті, коли пряні страви могли собі дозволити собі тільки заможні люди. Перед використанням соусний пряник ріжуть на дрібні шматочки або подрібнюють на тертці та замочують у воді, бульйоні, молоці, вершках або вині. Найстарша мануфактура по виробництву соусних пряників працює в верхньофранконському Вайсенштадті з 1905 року.